# Aparasphenodon brunoi
Aparasphenodon brunoi és una espècie de granota de la família dels hílids endèmica del Brasil.
Viu als boscos humits de clima tropical o subtropical i als aiguamolls d'aigua dolça.
Està amenaçada per la pèrdua del seu hàbitat natural.